# Egyediség - Bespoke

## Története
Angolul "bespoke" (/bəˈspoʊk/) eredetileg egy ige jelentése volt, ami azt jelentette, hogy "valamiért beszélni", később pedig melléknévként öltött új jelentést. Eredetileg a "bespoke" melléknevet olyan egyedi öltönyre és cipőre utalt, amelyeket személyre szabottan készítettek. Később minden olyat "bespoke" jelzővel illettek, ami egy bizonyos specifikáció alapján volt megrendelve és/vagy elkészítve (egyedi igényeknek megfelelően alakították vagy szabták a vásárló szokásainak, ízlésének vagy felhasználásának megfelelően). Napjainkban a "bespoke" általános marketing- és branding koncepcióvá vált, amely kizárólagosságot és exkluzivitást sugall.    
Az angol "bespoke" eredete a "bespeak" ige, ami annyit tesz, hogy "valamire szól". Az ige forma először 1583-ban bukkan fel, és az Oxfordi Angol Szótárban a következőképpen található: "valamiért szólni, előre elrendezni, előzetesen megrendelni (árukat)". A "bespoken" melléknév azt jelenti, hogy "megrendelt, megbízott, előzetesen elrendezett", és először 1607-ben említik.
A Collins Angol Szótár szerint a kifejezés főleg a brit angolban terjedt el 2008-ban. Az amerikai angolban gyakrabban használják az egyedi jelzőt, mint például "egyedi készítésű", "egyedi autó" vagy "egyedi motor". Mindazonáltal 21. században a "bespoke" szó használata is gyakoribbá vált az amerikai angolban.
A "bespoke" kifejezés alatt évszázadok óta leginkább a szabók által készített egyedi öltönyöket értették, de az Oxfordi Angol Szótár közvetlen kapcsolatot feltételez a cipőkészítésrsel is a 19. század derekán. Bár ma már melléknévként használják, eredetileg az "bespeak" múlt idejű ige alak volt. A Collins Angol Szótár szerint későbbi jelentése az, hogy "megbeszél", majd átalakult melléknévvé, amely "előre megbeszélt dolgokra" utal, ami így az "egyedi öltönyökkel" való kapcsolatához vezetett. A szót 1755-ben melléknévként használták Charlotte Charke színésznő életrajzában, ahol a "The Beaux' Stratagem" című darabot "egy előre megbeszélt darabként" említik. Ezután a melléknév általában a "férfiak egyénre szabott öltönyét" jelentette.
A 18. századig a ruhák többsége egyéni megrendelésre, egyedi méretre készült volt, vagyis "bespoke" volt – legyen szó akár profi szabók vagy varrónők munkájáról, akár otthoni varrásról. Ugyanez vonatkozott sok más típusú termékre is. Az iparosodást követően a készruha megjelenésével a "bespoke" nagyrészt a piac felső szegmensére korlátozódott, és ma már általában – legalábbis is a fejlett országokban – sokkal drágább módszere a termék elkészítésének.
Később a "bespoke" kifejezést nemcsak a szabóságra, hanem más dolgokra is elkezdték alkalmazni, bár pontosan nem világos, hogy mikortól. Mark-Evan Blackman, a New York-i Fashion Institute of Technology professzora, a Wall Street Journalnek 2012-ben elmondta, hogy a "bespoke" elterjedése kapcsolatban lehet a fiatal hollywoodi sztárok által nagyjából egy évtizede divatba hozott egyedi öltönyökkel. A Wall Street Journal cikkében az áll, hogy a hagyománykövető "nyelvőrök" nem voltak elragadtatva ennek a szónak a használatától, míg a szabók szerint a szó egy elvont, lebutított kifejezés.

## Napjainkban
Az 1990-es években egy amerikai író, William Safire egy New York Times cikkben felvetette, hogy mi történt a "custom" szóval, ami kezdett kikopni a divat szókincséből a "brit angol használat hóviharában". Játékot űzve a szavakkal, a sznob vonzalommal illeti a szót: "Ahhoz, hogy megfelelően trendinek tűnjön, nekem az egyedi szabású ruhákra kellene gondolnom." A Gentlemen's Quarterly magazin megjegyezte, hogy a szó nagy népszerűségnek örvend, ami az " -the-rack" (nagyjából: "vállfáról") ellentétére utal. A jelenlegi használatban az egyediséget és a kizárólagosságot hirdeti, és segítséget nyújt a marketingben és a márkaépítésben. Egy 2014-es India Today cikk egy olyan új branding trendként írta le a "bespoke"-t, amit a marketingeseknek fel kell ismerniük és alkalmazniuk kell.
2001-ben a "bespoke és szoftver" kifejezésre végzett Google-keresés – többségében nem az Egyesült Királyságban vagy az Egyesült Államokban – 50.000 találatot hozott. A New York Times egy indiai technikai igazgatót idézett, aki szerint a "globális kommunikációs robbanás" hozzájárult az angol szókincs szuperkészletének kialakulásához; egy másik üzleti író pedig elmagyarázta, hogy az indiai szoftvercégek hozzászoktak ahhoz, hogy nyelvüket az ügyfelekhez igazítsák, így a "bespoke" és az "egyedi" szoftver közötti összemosása hasonló volt a "lift" és az "elevator", vagy a "queue" és a "line" közötti szinonimává válásához. 2008-ra a kifejezést gyakrabban használták szoftverek, adatbázisok és számítógépes alkalmazások leírására, mint öltönyök, ingek vagy cipők vonatkozásában.
A BBC News Magazine 2008-as cikke szerint a szót egyre inkább használják az autók és a bútorok jellemzésére is, immár nem csak weboldalak, öltönyök és cipők esetén. Néhány példa a szó használatára:
- egyedi orvoslás (betegek személyre szabott kezelése)
- egyedi portfólió (befektetési eszköz)
- egyedi cipők (cipők, amelyek az ügyfél specifikációinak, kívánságainak megfelelően készültek)
- egyedi szoftver (az ügyfél konkrét igényei szerint megírt szoftver)
- egyedi szabás (ruházat, amely az ügyfél egyedi méretei szerint készül)

Deborah Tannen, a Georgetown Egyetem nyelvészeti professzora, azt állította a The New York Timesnak, hogy az amerikaiak a brit felső osztállyal azonosítják a "bespoke" szót, hozzátéve, hogy az amerikaiak számára ez a szó az egyéni létünket, egyediségünket képviseli. Mindent szeretnénk személyre szabottan kapni, még akkor is, ha salátabárról van szó. 2012-ben 39 olyan alkalmazás volt az Amerikai Szabadalmi és Védjegy Hivatal előtt, amelyben a "bespoke" kifejezés szerepelt, ezek felét csak a megelőző0 18 hónapban nyújtották be. A Wall Street Journal szerint a kifejezés néhány évvel korábban kezdett terjedni  a vállalatoknál és a befektetők között. Az Independent egyik szerzője azt mondja, hogy a fogyasztók már nem akarnak "a Jonesokkal lépést tartani", hanem ki akarnak tűnni a tömegből. A "bespoke" szó a "hagyomány-ellenességet" és az "eltérővé válás" vágyát jelenti, nem pedig a tömegtudat részévé válását.
A Newsweek szerint a szót "szörnyű módon elferdítették, visszaéltek vele és szinte az értelmetlenségig hígították", mondván, hogy most már bármit "bespoke"-ként lehet illetni. Ugyanez a Newsweek szerző használta a szót igeként egy egyedileg készített szemüveg megrendelésére is. Egy francia egyedi inggyártóról azt állították, hogy 400 árnyalatot kínál a fehérből, hogy kielégítse az eladó-vevő kapcsolatokat és az egyedi darabok iránti vágyat. A The New York Times egy cikket szentelt az egyedi koktélokra, amelyeket "valami olyannak" írtak le, amit helyben készítenek a vevő határozott, ám néha furcsa igényei szerint. Egy másik cikkben a The New York Times az egyedi parfümökről beszélt, amelyek a "személyre szabottság világát teljesen új szintre emelik".
2016-ban egy The New York Times cikk egy szatirikus videót mutat be a „személyre szabott vízről”, és a következőket állapítja meg:
"A 'B' szó egyre gyakoribb fennhéjázó csalétekként szolgál belsőépítészeti vállalatok, kiadók, sebészek és pornográfusok számára. Vannak egyedi borok, egyedi szoftverek, egyedi vakációk, egyedi borbélyüzletek, egyedi biztosítási tervek, egyedi jóga, egyedi tetoválások, még egyedi orvosi implantátumok is."
Egy 2022-es Saveur Magazine cikk leírja a szerény guacamolét (avokádóból készült mexikói étel): "<Bespoke>: A vendégek kérhetik a guacamolét enyhén, közepesen vagy erősen csípősen".
A brit Savile Row Bespoke Association szabályokat hozott ahhoz, hogy egy ruhát "bespoke"-nak lehessen nevezni, de ezeket a követelményeket nem minden gyártó követi. 2008-ban a brit Advertising Standards Agency engedélyezte a Sartoriani nevű cégnek, hogy "bespoke" jelzővel lássák el öltönyeiket, ami vitát váltott ki a Savile Row szabókkal, akik a szót az egyedi, kézzel készített öltönyökre használják. 

## A "bespoke" kifejezéshez kapcsolódó egyéb kifejezések
- Ellen kifejezések: "Off-the-shelf" ("nyers fordításban: "exkluzívtalanság") és "ready-to-wear" ("viselésre kész")
- Kapcsolódó kifejezés: "modding", egy DIY (csináld magad; "barkácsolj") szleng kifejezés, ami egy tárgy személyre szabását jelenti a gyártás után
- Szinonimák: "custom-made" ("egyedi") és "made to order" ("rendelésre készített").

## Fordítás
Ez a szócikk részben vagy egészben  a   Bespoke című angol Wikipédia-szócikk fordításán alapul.  Az eredeti cikk szerkesztőit annak laptörténete sorolja fel. Ez a jelzés csupán a megfogalmazás eredetét és a szerzői jogokat jelzi, nem szolgál a cikkben szereplő információk forrásmegjelöléseként.